# Homme assis sur fond orange
Homme assis sur un fond orange est une peinture à l'huile sur toile de 100 × 65 cm réalisée en 1918 par le peintre italien Amedeo Modigliani. 
Elle fait partie d'une collection parisienne privée. 